# 上座郡
上座郡（日语：／ Jōza gun */?）是過去位于日本福岡縣的郡，已於1896年2月26日與下座郡、夜須郡合併為朝倉郡。
當時管轄的町村已經全被被合併為朝倉市和東峰村。

## 歷史
- 1889年4月1日：實施町村制，上座郡下設：小石原村、寶珠山村、杷木村、松末村、久喜宮村、朝倉村、宮野村、福成村、大庭村、喬木村、志波村。
- 1896年2月26日：與下座郡、夜須郡合併為朝倉郡。